# Gwara lubawska
Gwara lubawska – gwara należąca do dialektu mazowieckiego języka polskiego, czasami kwalifikowana jako część oddzielnego dialektu chełmińsko-kociewsko-warmińskiego.
Wraz z gwarą malborską i grudziądzkimi należy do tzw. nowszych dialektów mieszanych, które powstały już po okresie formowania się pierwotnych dialektów polskich. Gwara lubawska obejmuje obszar Lidzbarka Welskiego, Nowego Miasta Lubawskiego, Lubawę i okolice.
Gwarę cechują m.in. jabłonkowanie; sporadyczne mazurzenie, a nawet kaszubienie; asynchroniczna wymowa samogłosek nosowych.